# Hong Kong Open 1980
L'Hong Kong Open 1980 è stato un torneo di tennis giocato sul cemento. È stata la 7ª edizione dell'Hong Kong Open che fa del Volvo Grand Prix 1980 e del WTA Tour 1980. Si è giocato a Hong Kong dal 3 al 9 novembre 1980.

## Campioni

### Singolare maschile
Ivan Lendl ha battuto in finale  Brian Teacher con il punteggio di 5–7, 7–6, 6–3

### Doppio maschile
Peter Fleming /  Ferdi Taygan hanno battuto in finale  Bruce Manson /  Brian Teacher con il punteggio di 7–5, 6–2

### Singolare femminile
Wendy Turnbull ha battuto in finale  Marcie Louie con il punteggio di 6–0, 6–2

### Doppio femminile
Wendy Turnbull /  Sharon Walsh hanno battuto in finale  Silvana Urroz /  Penny Johnson con il punteggio di 6–1, 6–2